# Castanotherium crinitum
Castanotherium crinitum är en mångfotingart som först beskrevs av Carl Graf Attems 1935.  Castanotherium crinitum ingår i släktet Castanotherium och familjen Zephroniidae. Inga underarter finns listade i Catalogue of Life.